# Františkov (Smilovy Hory)
Františkov (německy Franzdorf) je malá vesnice, část obce Smilovy Hory v okrese Tábor v Jihočeském kraji. Nachází se asi dva kilometry jihozápadně od Smilových Hor. Prochází zde silnice II/124. V roce 2011 zde trvale žilo devatenáct obyvatel.
Františkov leží v katastrálním území Radostovice u Smilových Hor o výměře 4,7 km².

## Historie
První písemná zmínka o vesnici pochází z roku 1790.

## Obyvatelstvo
| Rok            | 1869 | 1880 | 1890 | 1900 | 1910 | 1921 | 1930 | 1950 | 1961 | 1970 | 1980 | 1991 | 2001 | 2011 | 2021 |
| -------------- | ---- | ---- | ---- | ---- | ---- | ---- | ---- | ---- | ---- | ---- | ---- | ---- | ---- | ---- | ---- |
| Počet obyvatel | 141  | 146  | 135  | 132  | 122  | 111  | 108  | 98   | 96   | 78   | 41   | 31   | 18   | 19   | 19   |
| Počet domů     | 20   | 21   | 22   | 22   | 22   | 22   | 22   | 23   | 23   | 23   | 16   | 23   | 21   | 25   | 16   |

## Obecní správa
Při sčítání lidu v letech 1850–1920 Františkov byl osadou obce Pojbuky v okrese Tábor. V letech 1921–1971 byl osadou obce Radostovice, se kterým patřil nejprve do okresu Tábor, ale v roce 1950 v okrese Pacov a od roku 1960 opět v okrese Tábor. Od 26. listopadu 1971 je částí obce Smilovy Hory v okrese Tábor, kdy se konaly obecní volby.

## Galerie

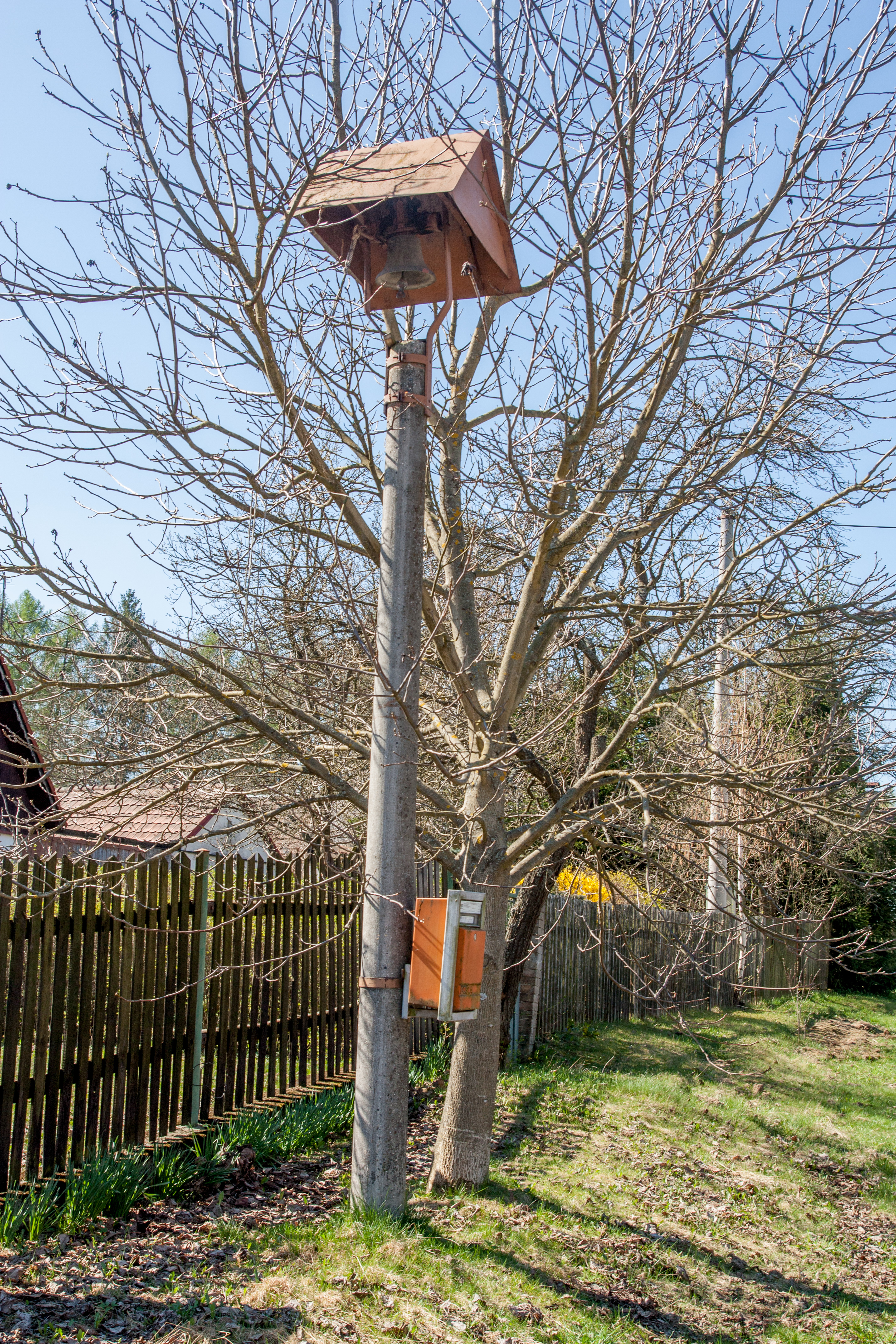
Zvonička
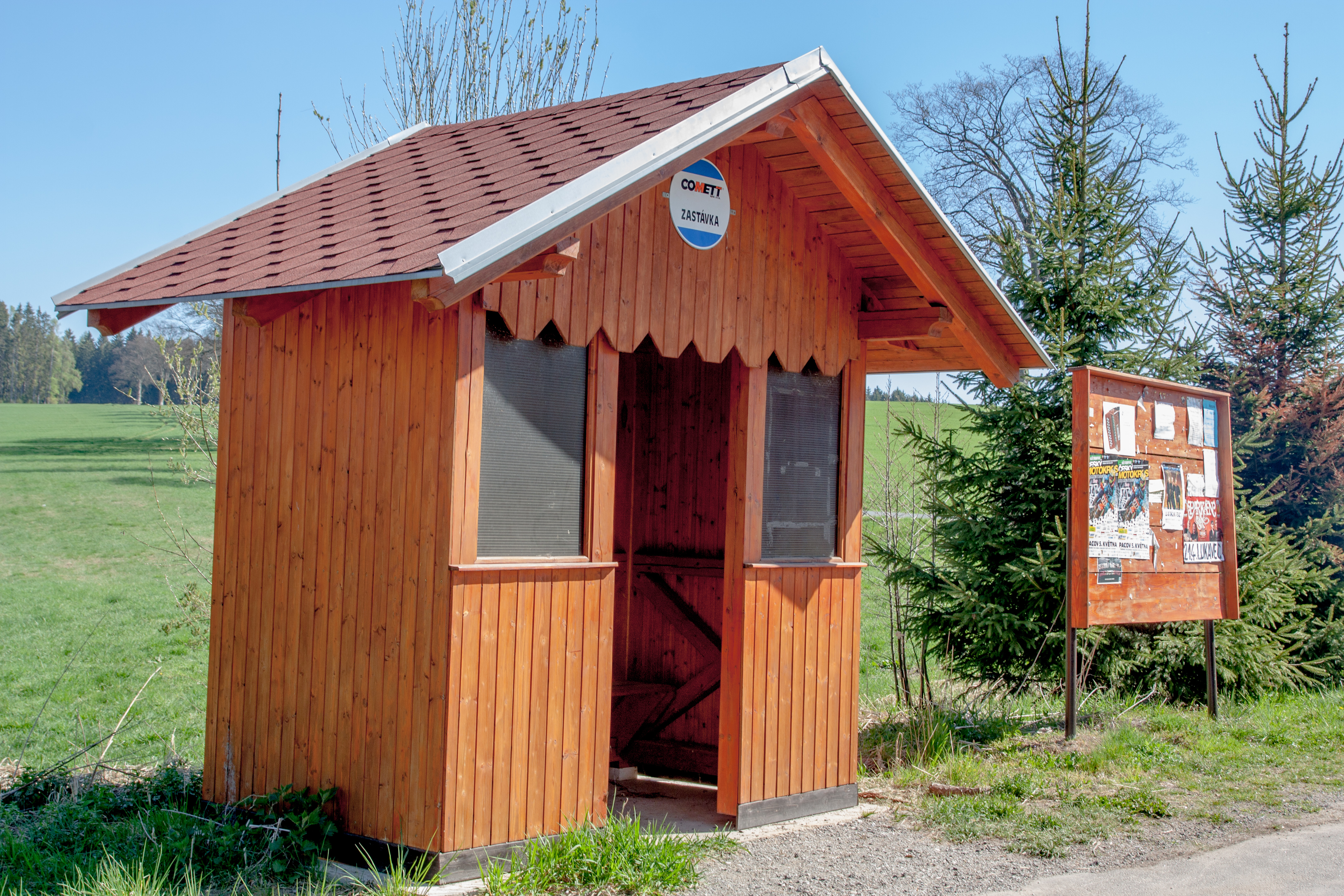
Autobusová zastávka
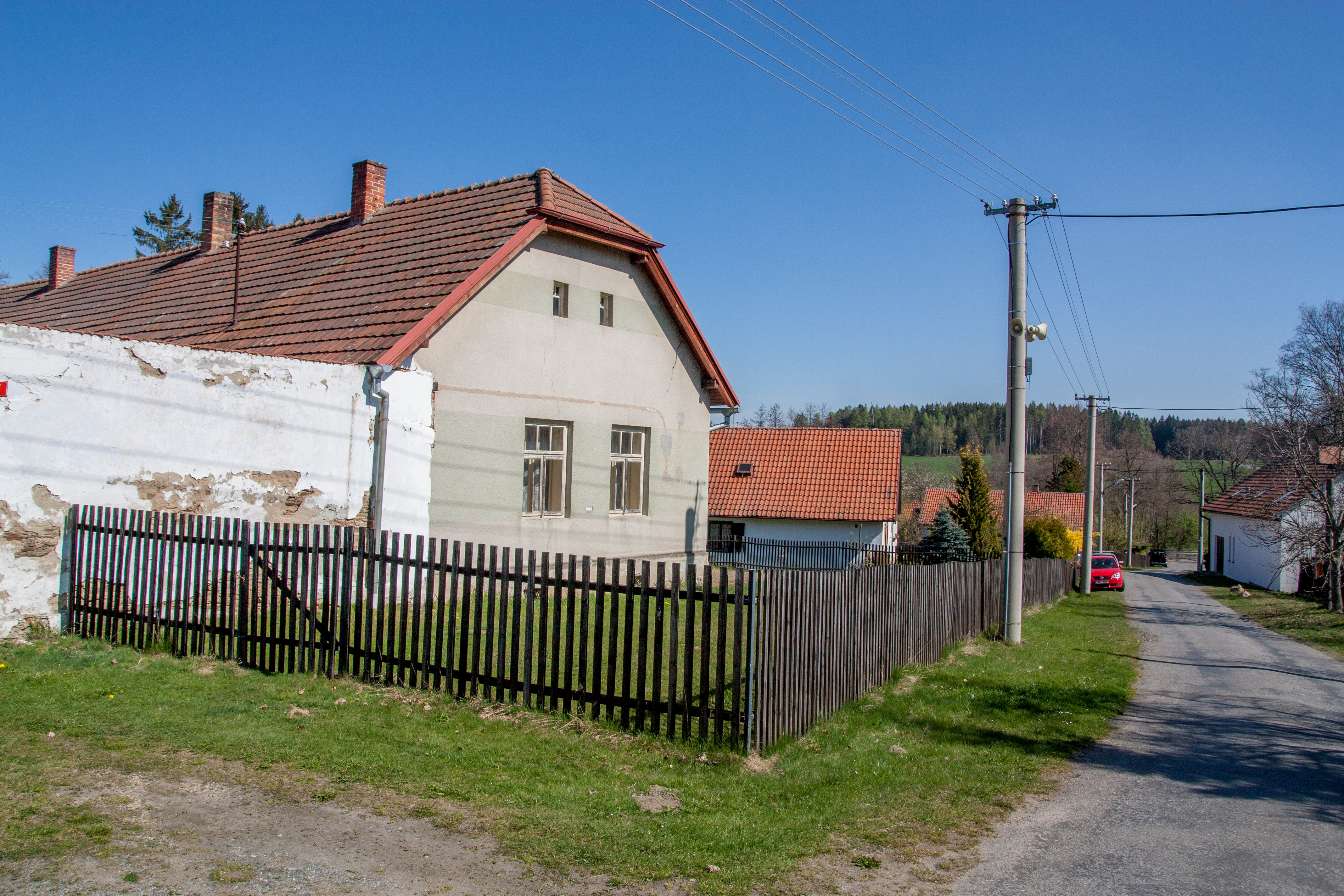
Dům
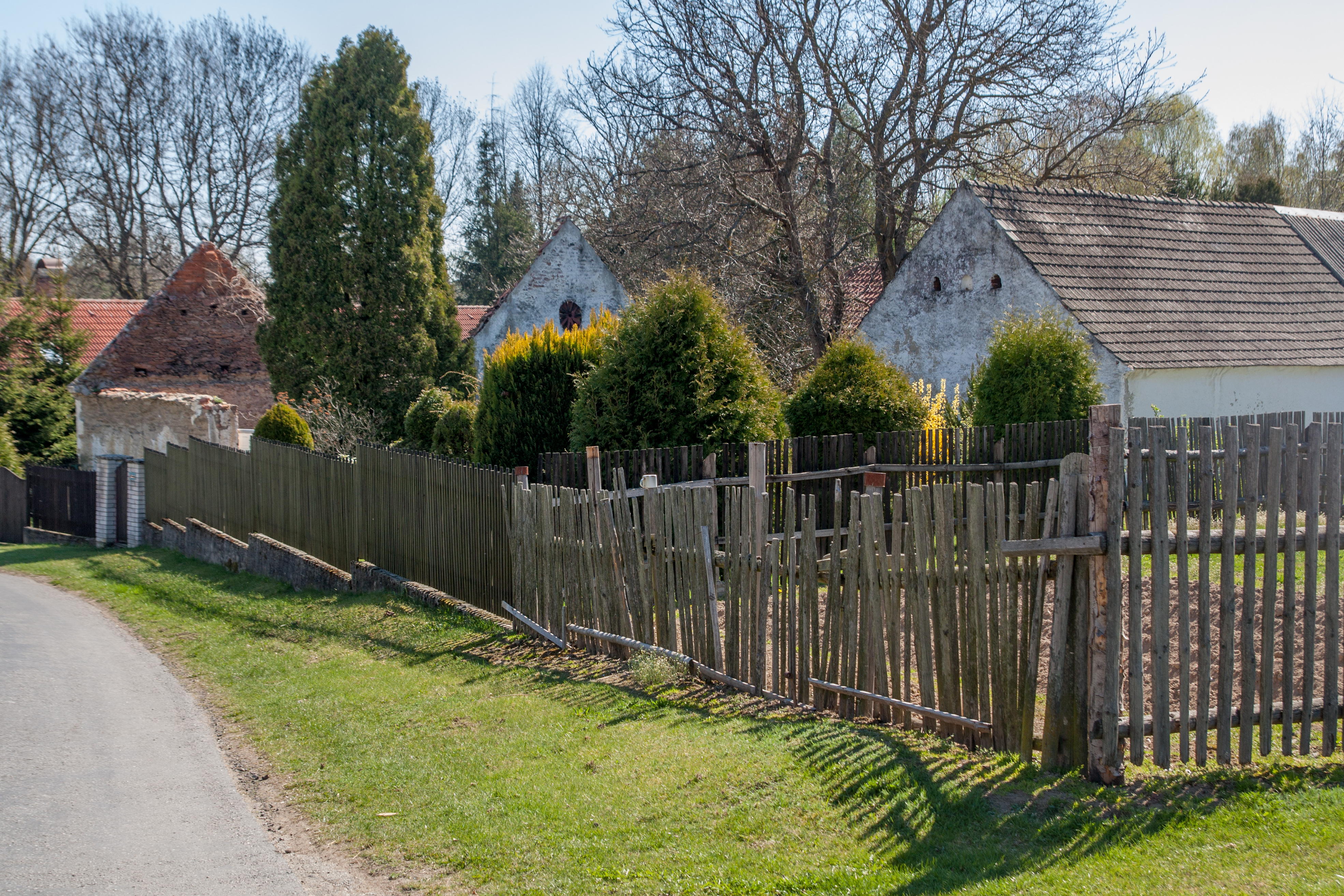
Domy
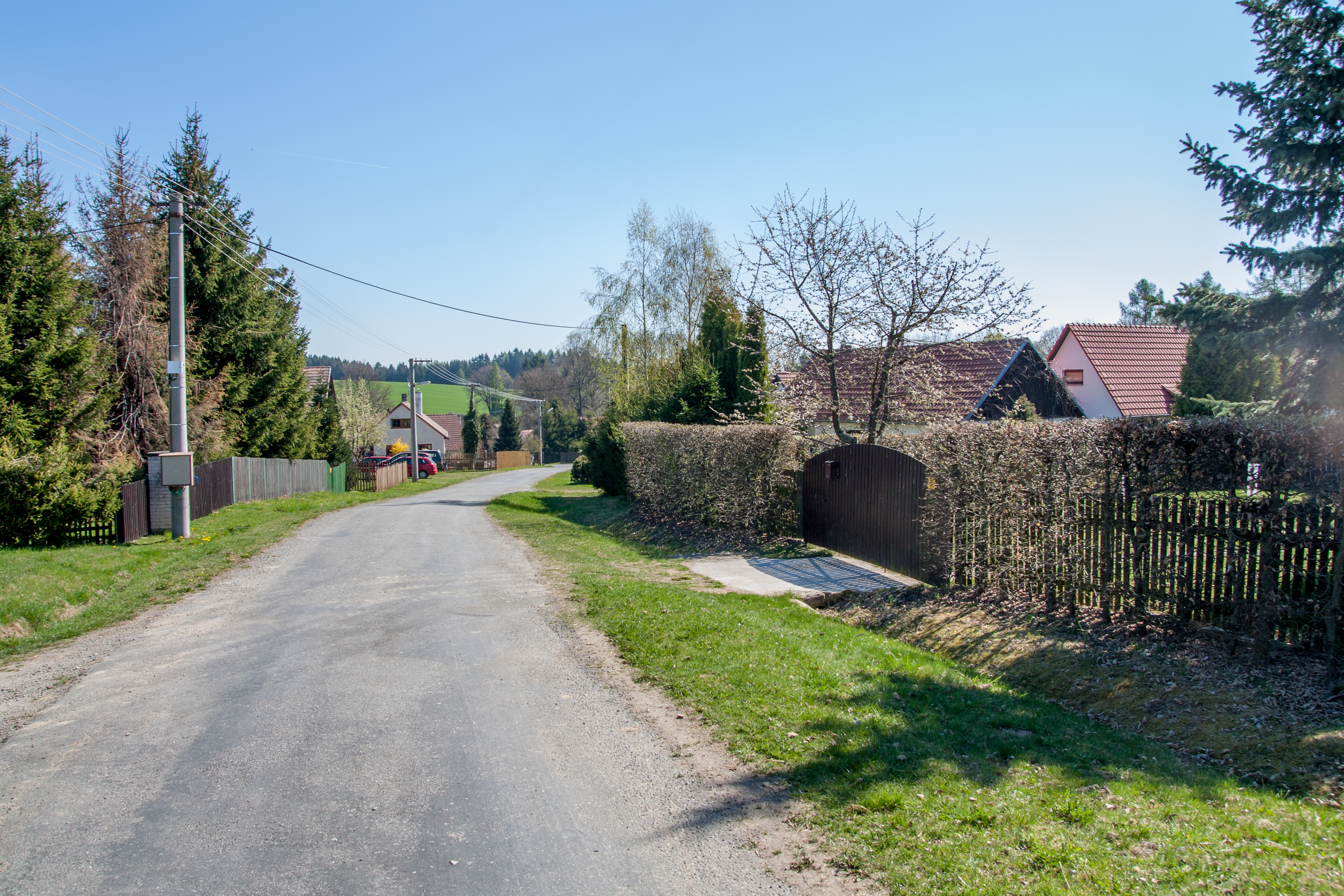
Cesta
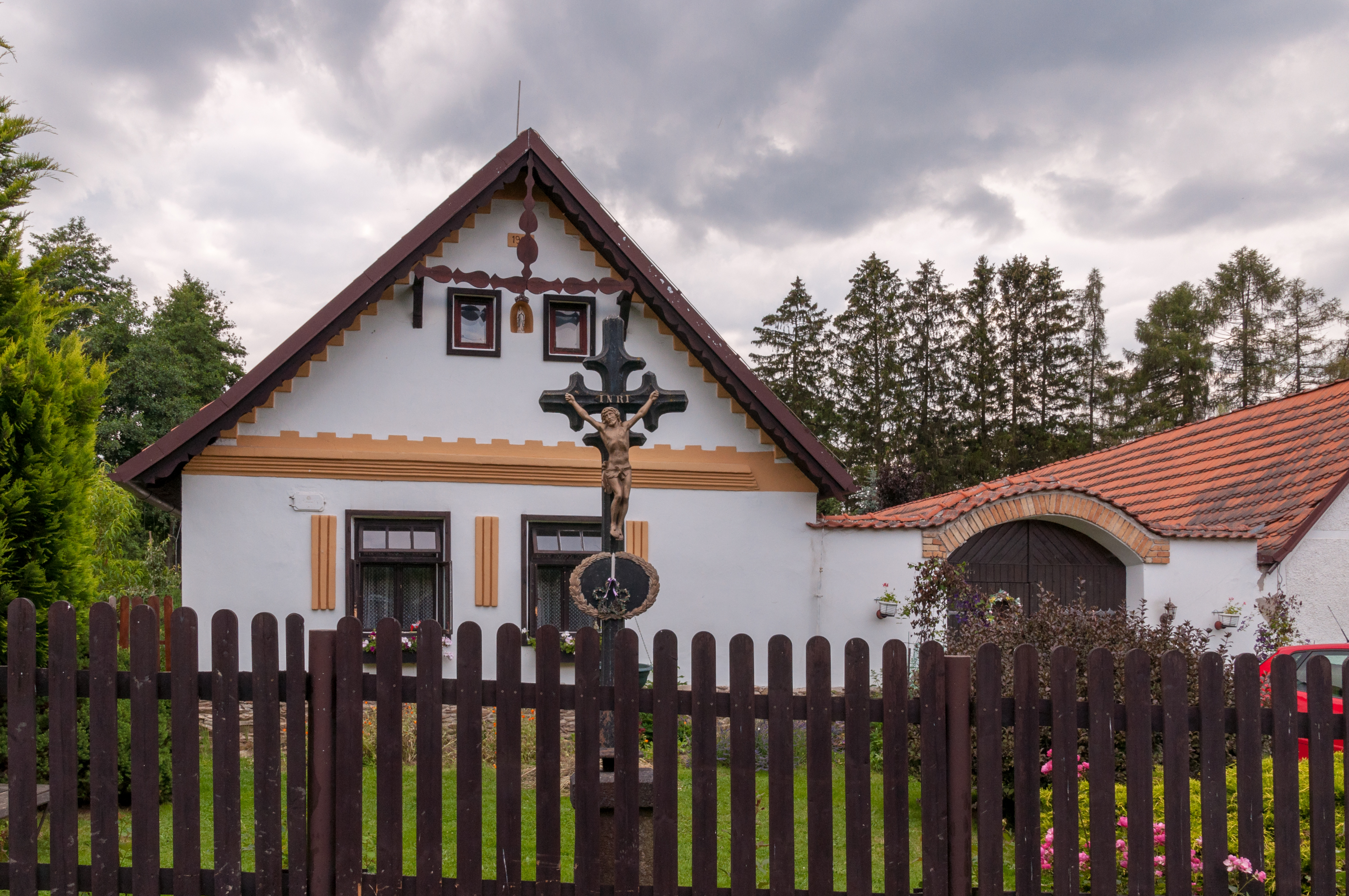
Dům
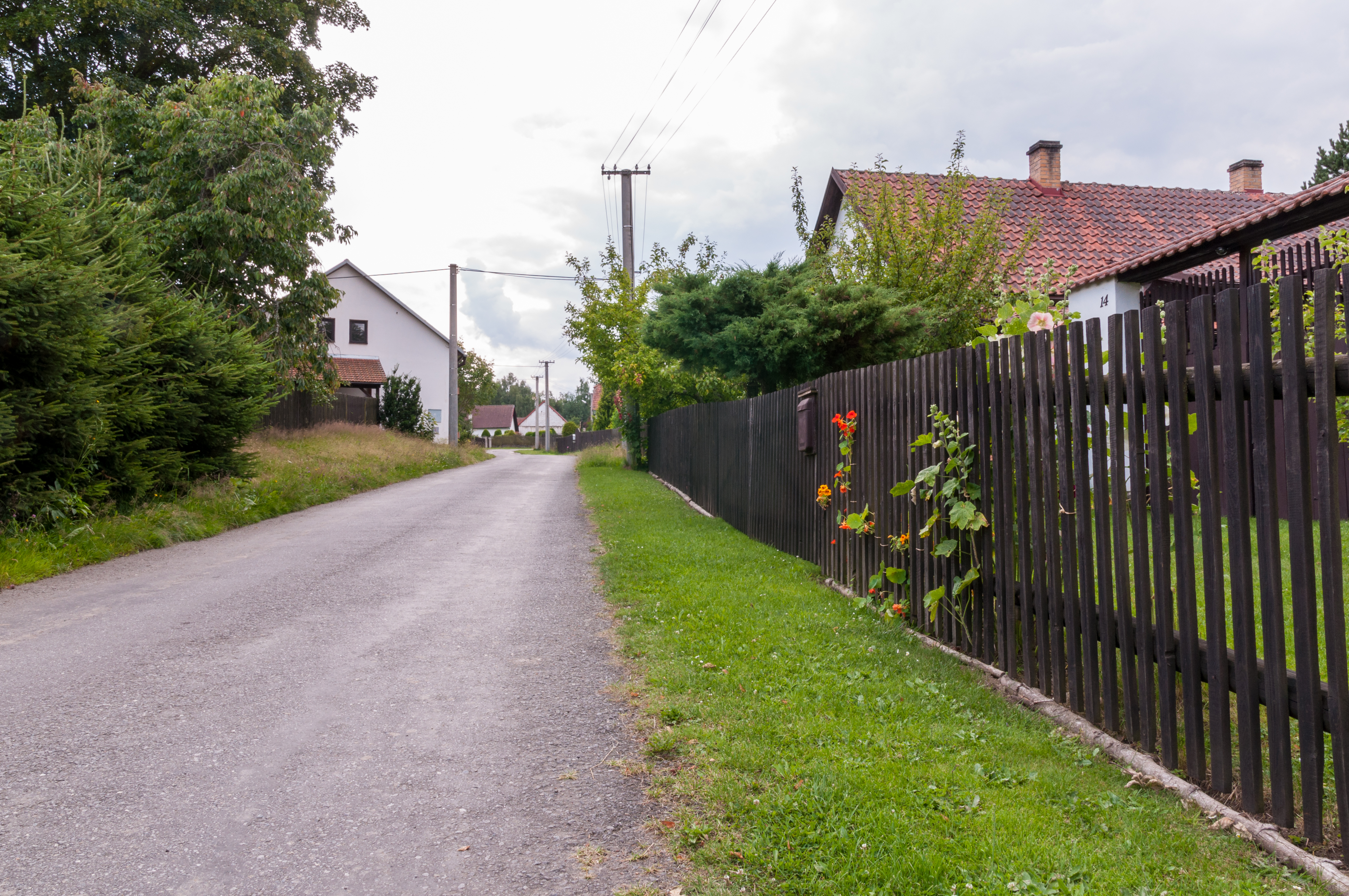
Cesta vesnicí